# Подлузский, Сергей Владимирович
Сергей Владимирович Подлузский (1919—1977) — капитан Советской Армии, участник Великой Отечественной войн, Герой Советского Союза (1944).

## Биография
Сергей Подлузский родился 16 октября 1919 года в деревне Надинка (ныне — Почепский район Брянской области). После окончания начальной школы работал сначала в колхозе, затем в машинно-тракторной станции. В 1939 году Подлузский был призван на службу в Рабоче-крестьянскую Красную Армию. С начала Великой Отечественной войны — на её фронтах.
К сентябрю 1943 года гвардии старший сержант Сергей Подлузский командовал сабельным взводом 60-го гвардейского кавалерийского полка 16-й гвардейской кавалерийской дивизии 7-го гвардейского кавалерийского корпуса 61-й армии Центрального фронта. Отличился во время освобождения Черниговской области Украинской ССР и битвы за Днепр. 19 сентября 1943 года в бою у посёлка Березна Менского района Подлузский, находясь в составе передового отряда, захватил крупный вражеский обоз. 20 сентября в бою за освобождение села Лопатино он лично уничтожил пулемётный расчёт противника. 27 сентября 1943 года Подлузский одним из первых переправился через Днепр в районе деревни Нивки Брагинского района Гомельской области Белорусской ССР и принял активное участие в боях за захват и удержание плацдарма на его западном берегу.
Указом Президиума Верховного Совета СССР «О присвоении звания Героя Советского Союза генералам, офицерскому, сержантскому и рядовому составу Красной Армии» от 15 января 1944 года за «образцовое выполнение боевых заданий командования на фронте борьбы с немецкими захватчиками и проявленными при этом отвагу и геройство» гвардии старший сержант Сергей Подлузский был удостоен высокого звания Героя Советского Союза с вручением ордена Ленина и медали «Золотая Звезда» за номером 3016.
После окончания войны Подлузский продолжил службу в Советской Армии. В 1946 году он окончил Новочеркасское кавалерийское училище. С 1957 года служил начальником ремонтной мастерской 2-й отдельной аэродромно-строительной бригады в Подмосковье, которая в то время строила Главный аэродром ВВС СССР. В 1961 году капитан С. В. Подлузский был уволен в запас. 
Проживал и работал в городе Лобня Московской области. Умер 22 июля 1977 года, похоронен на кладбище Киово в Лобне.
Был также награждён рядом медалей.
В честь Подлузского установлен его бюст в Почепе.